# Kanslihuset, Känsö

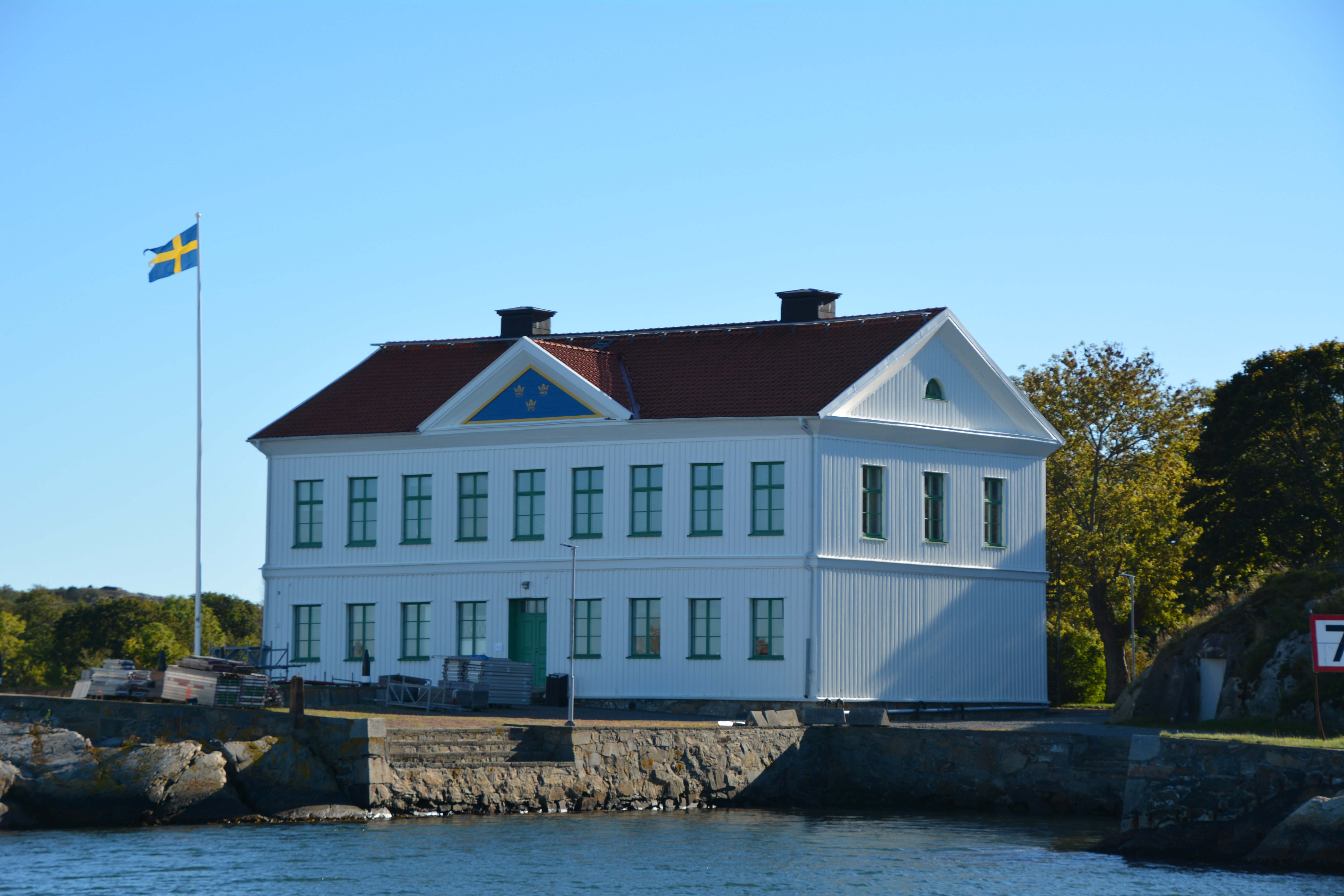
Kanslihuset på Stora Känsö sett från havet.

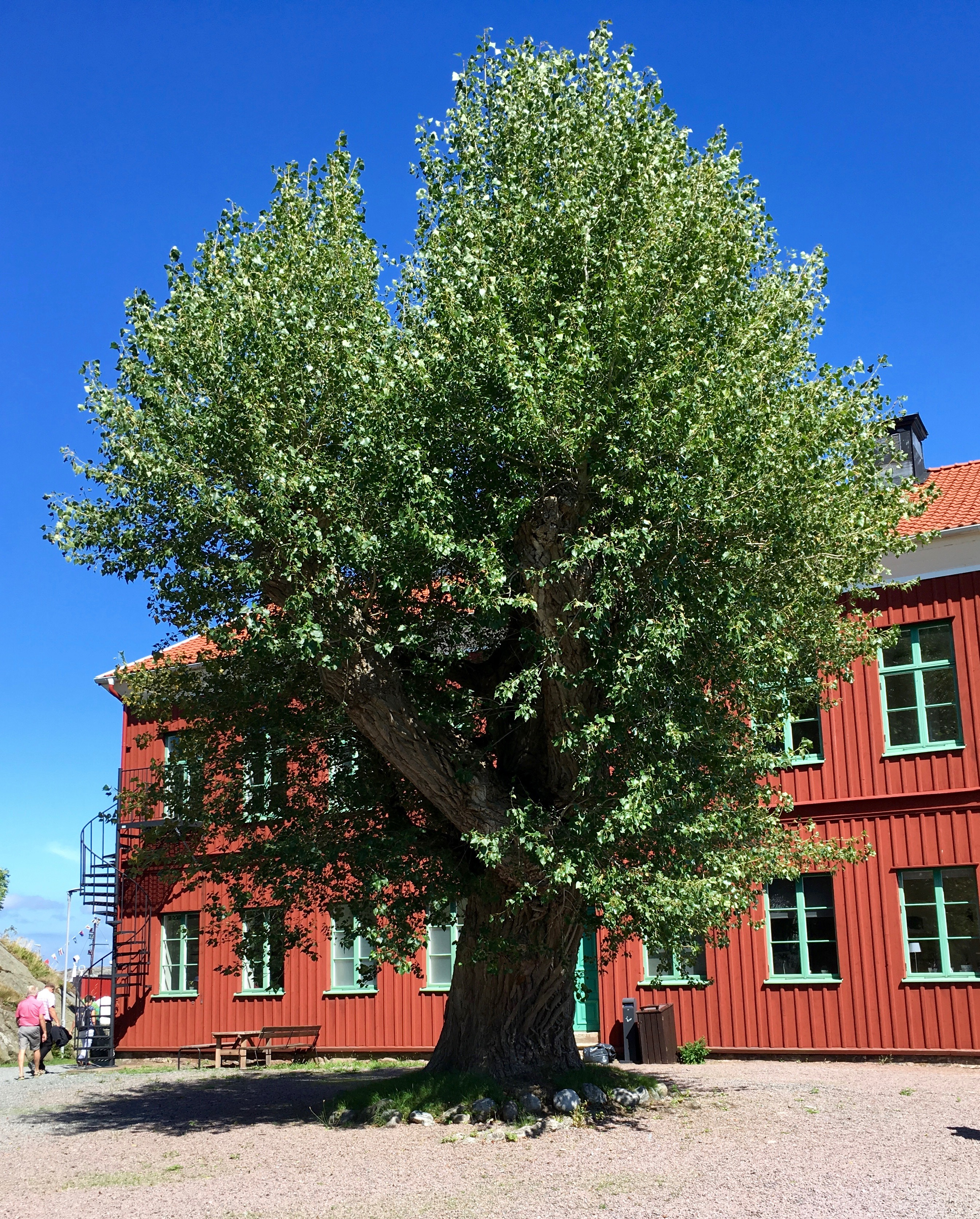
Den rödmålade landsidan av Kanslihuset.

Kanslihuset är en byggnad på den tidigare Känsö karantänsanläggning på Känsö utanför Göteborg. Byggnaden förvaltas av Fortifikationsverket och är ett statligt byggnadsminne sedan den 10 november 1939.
Kanslihuset uppfördes 1818 som bostad och arbetsplats för karantänchefen, läkaren, befälhavaren för militärstyrkan, skrivaren/kassören och sex karantänsdrängar. I övervåningen bodde från början karantänchefen och kassören, och i undervåningen huserade läkaren och fanns vaktrum och två logement. Under årens lopp ändrades denna ordning något. Efter karantänsanläggningsperioden användes huset fram till tidigt 1970-tal som officersmäss, expedition och vaktlokal. Idag används det som befälsförläggning samt för samvarorum.
Huset är en tvåvåningsbyggnad i klassicistisk stil, som är 20,4 meter lång och 12,15 meter bred. Den är byggd i tegel, men fasaderna kläddes 1842 med stående lockpanel för att skydda den putsade ytan mot vittring. Byggnaden har ett sadeltak, som redan från första början var belagt med rött taktegel, idag tvåkupigt. Den har en fronton med en tympanon på långsidan mot sjön. Den målades på 1840-talet med vit oljefärg på de tre fasader som syns från sjösidan och med ljusröd slamfärg på fasaden inåt land.
Uppvärmningen skedde med sex kakelugnar och en köksspis på vardera våningsplanet.